# غواصة يو بي-51
يو بي-51 غواصة ألمانية من فئة يو بي3 خدمت في البحرية الإمبراطورية الألمانية خلال الحرب العالمية الأولى.